# Pavel Řezníček (spisovatel)
Pavel Řezníček (30. ledna 1942 Blansko – 19. září 2018 Praha) byl český surrealistický básník a prozaik.

## Život
Od roku 1949 žil v Brně. Po maturitě na tamní jedenáctiletce (1959) nedokončil dvouletou knihovnickou nástavbu a pracoval v několika dělnických profesích (řezač materiálů v ZKL v Líšni, frézař v Elektrických závodech Julia Fučíka v Brně, rozvažeč stravy v nemocnici, skladník). Během vojny v letech 1961–1963 se seznámil s Petrem Králem, který ho přivedl k literatuře. Časem se spřátelil s mnoha dalšími umělci, nezávislými surrealisty a dalšími, jako byli Karel Šebek, Stanislav Dvorský, Martin Stejskal, Jan Gabriel, Josef Janda a další. Podílel se na činnosti brněnské literární skupiny Vateň. V letech 1972–1973 v Brně vydával samizdatový časopis Koruna a vydal zde i několik samizdatových sbírek, které ilustroval Martin Stejskal. Od roku 1974 žil v Praze, kde se začal podílet na vydávání samizdatového surrealistického časopisu Doutník (s Janem Gabrielem). Ten řídil až do roku 1988 (k jeho vydávání se pak vrátil v letech 1995–2006 ve spolupráci s Ladislavem Fantou). Jeho tvorba byla do roku 1989 na indexu zakázaných knih, publikoval v exilu či samizdatu (např. pařížské Svědectví, římské Pelikánovy Listy, Revolver Revue aj.). Jinak pracoval v Praze jako stavební dělník, později skladník v ČSAD (1978–1993). V roce 1994 začal pracovat ve Státním ústředním archivu (dnes Národní archiv). Poté dělal manipulanta v knihařské a vazačské firmy Tomos, od roku 1998 byl třídičem na poště. V roce 2003 odešel do důchodu.

## Dílo
Celá jeho tvorba je výrazně surrealistická a je psána metodami klasického pojetí surrealismu. Jeho tvorbu ovlivnilo dílo a myšlenky Benjamina Péreta, André Bretona, Paula Éluarda, Vítězslava Nezvala, Vratislava Effenbergera.

### Poezie
- Blázny šatí stvol
- Blbec, 1986 (L'Imbécile)
- Tabákové vejce, 1991 jedná se o výbor jeho veršů z období do roku 1990
- Kráter Resnik a jiné básně, 1990
- Tabákové vejce, 1991
- Hvězdy kvelbu, 1992
- Zvířata, 1993
- Plovací sval, 1995
- Hrozba výtahu, 2001
- Atentát ve vaně, 2002

### Próza
- Strop, zahraničí 1983, ČR 1989
- Vedro, 1993
- Zvířata, 1993
- Alexandr v tramvaji, 1994
- Zrcadlový pes, 1994
- Cerf volant, 1995
- Holič a boty, 1997 (památce Karla Šebka)
- Natrhneš nehtem hlavy jejich, 2003

### Díla věnovaná undergroundu
Tato díla se věnují především brněnskému surrealismu a lze v nich najít velmi cenné informace o brněnském undergroundu v období normalizace.
- Hvězdy kvelbu
- Popel žhne
- Blázny šatí stvol

### Autobiografie
- Vrstva chleba, vrstva vápna, královna, 2013

Mimo vlastní tvorbu překládal z francouzštiny.